# Łazirky (stacja kolejowa)
Łazirky (ukr. Лазірки) — stacja pasażerska w Łazirkach w hromadzie Nowoorżyćke na Ukrainie. Należy do Dyrekcji Połtawskiej Kolei Południowej. Znajduje się na linii Hrebinka — Romodan
Stacja została otwarta w 1903 w czasie budowy linii kolejowej Kijów – Połtawa. W 1996 przeprowadzono elektryfikację linii Hrebinka – Łubnie, wraz ze stacją Łazirky, a następnie do 1999 zelektryzowano pozostałą część linii kolejowej do Połtawy.
Na stacji zatrzymują się pociągi podmiejskie, kursujące na następujących liniach kolejowych:
- Hrebinka – Romodan (w obie strony);
- Hrebinka – Połtawa-Piwdenna (w obie strony);
- Hrebinka – Jareśky (w obie strony);
- Hrebinka – Łubnie (w obie strony);
- Połtawa-Kyjiwśka – Hrebinka;
- Hrebinka – Ohulci[4].